# Yingjiangita
La yingjiangita és un mineral de la classe dels minerals fosfats, i dins d'aquesta pertany a l'anomenat “grup de la fosfuranilita”. Va ser descoberta l'any 1989 al comtat de Yingjiang, província de Yunnan (Xina), sent nomenada així per aquesta localització.
Un sinònim és la seva clau: IMA1989-001.

## Característiques químiques
És un fosfat hidroxilat i hidratat de potassi i calci amb anions addicionals d'uranil. Fàcilment confusible amb la fosfuranilita (KCa(H₃O)₃(UO₂)₇(PO₄)₄O₄·8H₂O), al subgrup de la qual pertany, fins al punt que s'està discutint si són el mateix mineral.
A més dels elements de la seva fórmula, sol portar com a impureses: sodi, magnesi, manganès, ferro, titani i silici.

## Formació i jaciments
Es forma a la zona d'oxidació dels jaciments de minerals d'urani, pel que sembla per alteració de l'uraninita.
Sol trobar-se associat a altres minerals com: studtita, calcurmolita, tengchongita o autunita.

## Usos
Pot ser extret com a mena de l'estratègic urani. Per la seva alta radioactivitat ha de ser manipulat i emmagatzemat amb els corresponents protocols de seguretat.